# سرمایه‌گذاری ئی‌اس‌ال
سرمایه‌گذاری ئی‌اس‌ال (انگلیسی: ESL Investments) شرکت خدمات مالی و سرمایه‌گذاری آمریکایی است، که در سال ۱۹۸۸ توسط ادوارد لمبرت تأسیس شد.